# دونالد واشنطن
دونالد واشنطن (بالإنجليزية: Donald Washington)‏ هو لاعب كرة القدم الكندية أمريكي، ولد في 28 يوليو 1986 في إنديانابوليس في الولايات المتحدة.

## وصلات خارجية
- دونالد واشنطن على موقع مرجع كرة القدم المحترفة.كوم (الإنجليزية)